# Bahraich
Bahraich è una suddivisione dell'India, classificata come municipal board, di 168.376 abitanti, capoluogo del distretto di Bahraich, nello stato federato dell'Uttar Pradesh. In base al numero di abitanti la città rientra nella classe I (da 100.000 persone in su).

## Geografia fisica
La città è situata a 27° 34' 60 N e 81° 35' 60 E e ha un'altitudine di 125 m s.l.m..

## Società

### Evoluzione demografica
Al censimento del 2001 la popolazione di Bahraich assommava a 168.376 persone, delle quali 89.532 maschi e 78.844 femmine. I bambini di età inferiore o uguale ai sei anni assommavano a 25.500, dei quali 13.019 maschi e 12.481 femmine. Infine, coloro che erano in grado di saper almeno leggere e scrivere erano 99.977, dei quali 56.678 maschi e 43.299 femmine.